# Skid Row
Skid Row ist eine US-amerikanische Hard-Rock-/Heavy-Metal-Band aus New Jersey. Die Band feierte ihre größten Erfolge Ende der 1980er/Anfang der 1990er Jahre. Ihr Debütalbum Skid Row verkaufte sich in den USA über fünf Millionen Mal.

## Geschichte

### Die frühen Jahre
Skid Row wurden Mitte der 1980er Jahre von dem Gitarristen Dave „Snake“ Sabo und dem Bassisten Rachel Bolan ins Leben gerufen. Der amerikanische Ausdruck „Skid Row“ bezeichnet das Armenghetto amerikanischer Städte. Sabo wuchs in der Nachbarschaft von Jon Bon Jovi auf und spielte mit ihm in diversen Bands, bevor dieser 1984 Bon Jovi ins Leben rief. Die Besetzung von Skid Row wurde mit dem zweiten Gitarristen Scotti Hill und Schlagzeuger Rob Affuso ergänzt, und die Band suchte nach einem passenden Sänger. John Corabi (später u. a. Mötley Crüe) lehnte das Angebot der Band ab, ebenso wurden Robert Mason (später Lynch Mob) und Richard Black nicht in die Band aufgenommen.
Der frühere Anthrax-Sänger Matt Fallon wurde schließlich der erste Sänger von Skid Row, doch es dauerte nicht lange, bis er seinen Platz räumen musste. Ein Kanadier namens Sebastian Bierk, der unter dem Künstlernamen Sebastian Bach auftrat und in einer Truppe namens Madame X sang, fiel der Band bei einer Hochzeit auf. Bach sang dort als Gast in einer All-Star-Band, die u. a. aus dem Ozzy-Osbourne-Gitarristen Zakk Wylde, dem Twisted-Sister-Sänger Dee Snider und dem Quiet-Riot-Frontmann Kevin DuBrow bestand. Skid Row waren so überzeugt von Bach, dass sie ihn für 200.000 US-Dollar aus einem Vertrag mit seinem Ex-Manager freikauften. Das Geld dafür stammte von Snakes Freund Jon Bon Jovi, der die Band daraufhin unter seine Fittiche nahm.
Bon Jovi stellte den Kontakt zum McGhee-Entertainment-Management her, das die Band in ihr Künstlerrepertoire aufnahm. Skid Row unterzeichneten schließlich einen Plattenvertrag bei Atlantic sowie einen Publishing Deal mit Bon Jovis neu gegründeter Underground Music Company. Die Band bereute Letzteres später, da alle Veröffentlichungstantiemen an Jon Bon Jovi und Richie Sambora gingen. Skid Row nahmen ihr Debütalbum mit dem Produzenten Michael Wagener auf, es erschien 1989.

### Die erfolgreichen Jahre
Noch bevor das Album in den Läden stand, waren Skid Row bereits als Vorgruppe für die 1989er US-Tour von Bon Jovi bestätigt. Im August 1989 spielten sie ebenso beim Moscow Music Peace Festival neben Bands wie Bon Jovi, Ozzy Osbourne, Mötley Crüe, den Scorpions und Cinderella. Beim Milton Keynes Festival trat die Band neben Bon Jovi, Europe und Vixen auf und durch Europa tourten sie mit Mötley Crüe und White Lion sowie anschließend mit Aerosmith, bevor Skid Row erneut durch die USA reisten.
Sowohl das Album als auch die drei Singles Youth Gone Wild, 18 and Life und I Remember You waren sehr erfolgreich. Das Album und die letzten beiden Singles – zwei Balladen – kamen in den USA jeweils in die Top Ten. Mit dem Erfolg wuchs auch die Erkenntnis, dass der Publishing Deal, den sie mit Bon Jovi abgeschlossen hatten, sehr zu ihren Ungunsten ausgefallen war. Nach einer in den Medien breitgetretenen Schlammschlacht führte Richie Sambora schließlich seine 50 % der Tantiemen wieder an die Band zurück. Am Ende der Tour gehören Skid Row zu den Top Acts der Rockszene und konnten ein Album vorweisen, das mit Fünffach-Platin ausgezeichnet wurde.

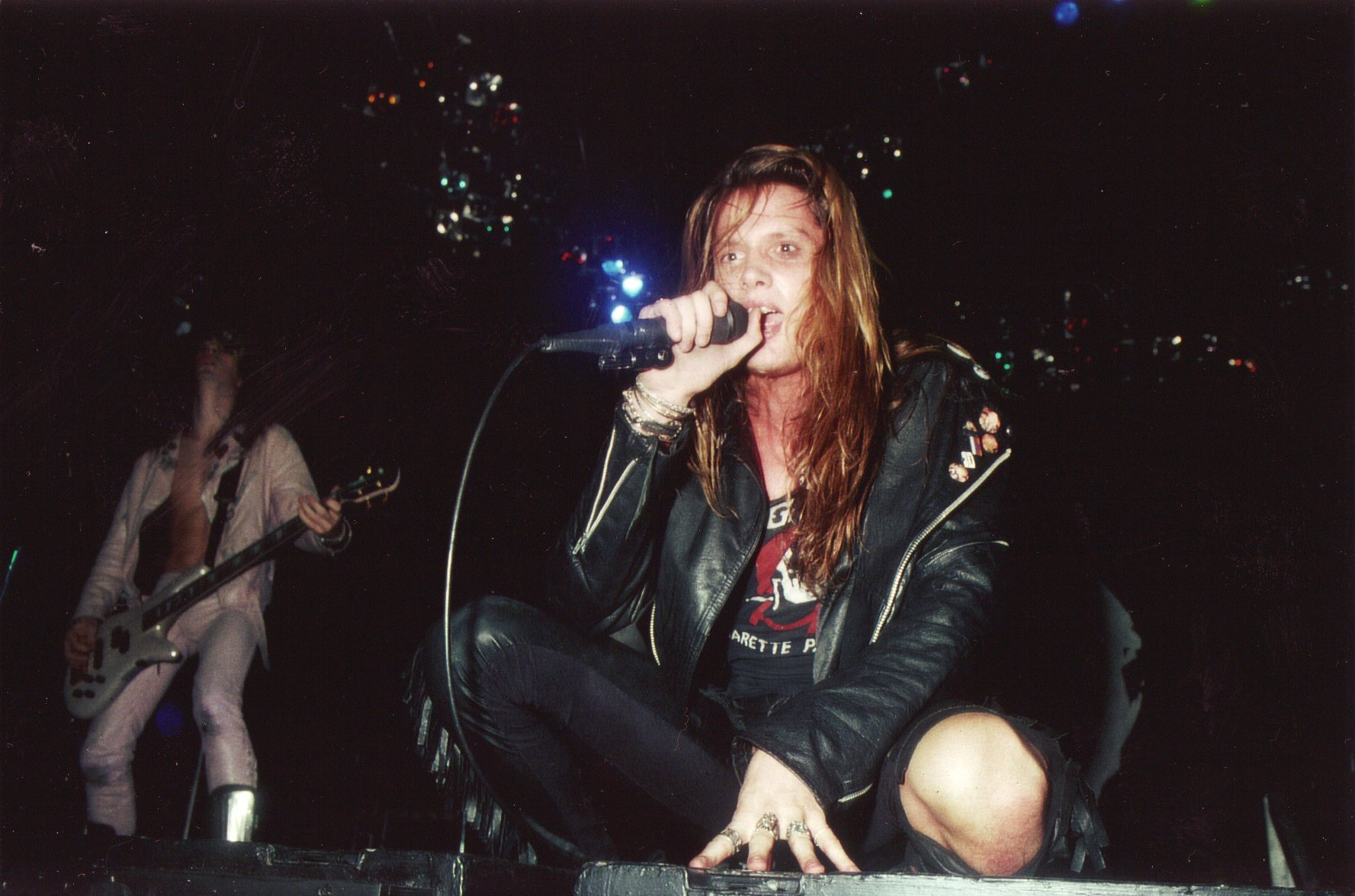
Sebastian Bach, der ehemalige Sänger der Band (1989)

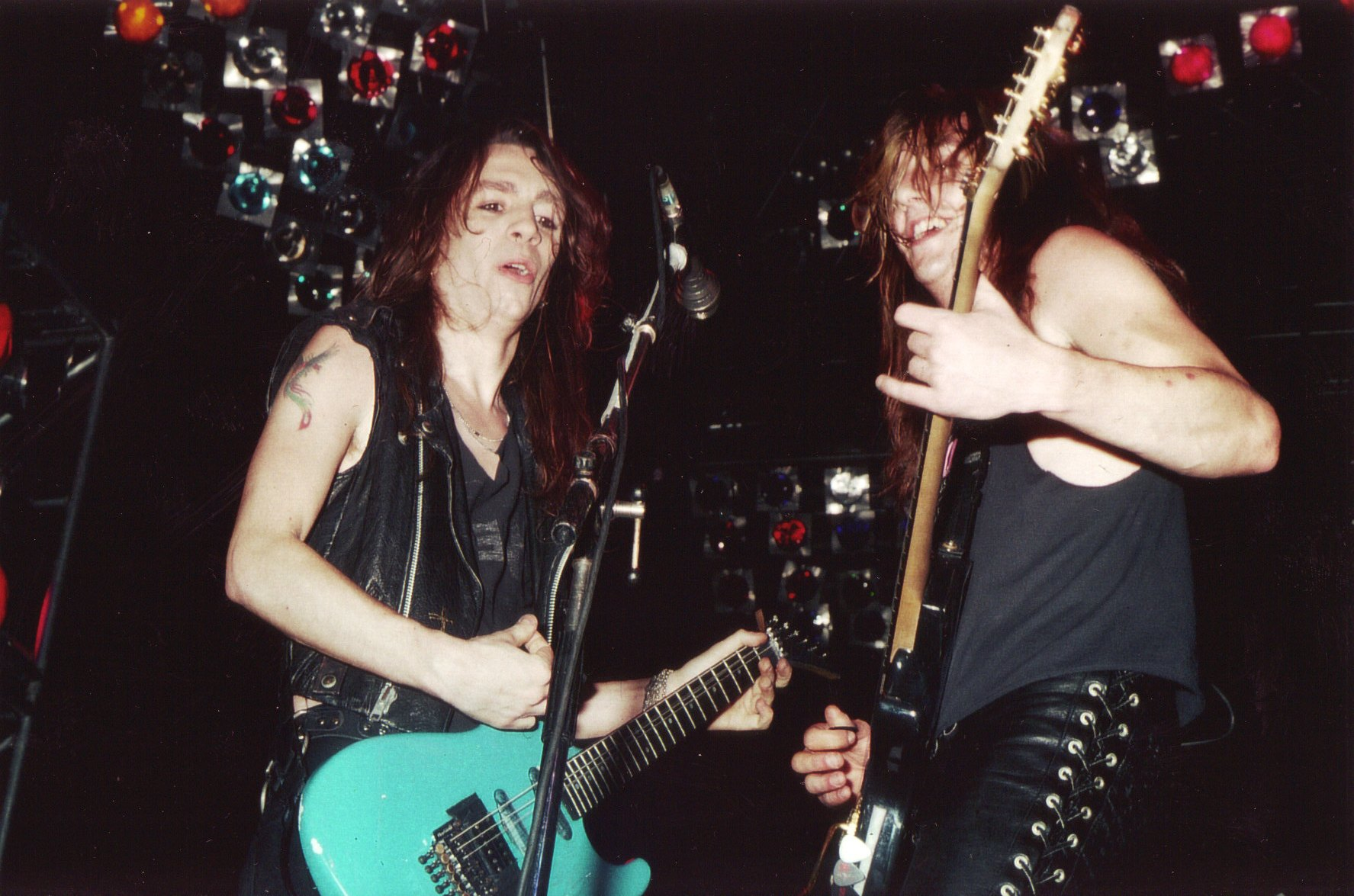
Scotti Hill und Dave „Snake“ Sabo (1989)

Das im Sommer 1991 erschienene zweite Album Slave to the Grind stieg direkt auf Platz 1 der US-amerikanischen Charts ein, obwohl die musikalische Ausrichtung im Vergleich zum Vorgänger deutlich härter und unkommerzieller geworden war. Es verkaufte sich über zwei Millionen Mal. Bereits ab Mai tourte die Band im Vorprogramm von Guns N’ Roses durch die Staaten. Die daraus entstehende Freundschaft resultierte darin, dass Bach, Affuso und Sabo auf Duff McKagans Soloalbum Believe in Me zu hören waren. Skid Row begleiteten Guns N’ Roses auch in Europa, wo es in der Wembley Arena in London zum Eklat kam: Bach las auf der Bühne eine schriftliche Auflage vor, die der Band sowohl untersagte, ihren Song Get the Fuck Out zu spielen als auch sonst irgendwie das Wort „Fuck“ auf der Bühne zu benutzen. Natürlich spielte die Band den Song und forderte das Publikum darüber hinaus zu „Get the Fuck Out“-Sprechchören auf. Skid Row bekamen daraufhin vom Brent Council lebenslanges Auftrittsverbot in diesem Stadion.
Es folgt eine Südamerika-Tour mit den Scorpions sowie ein Auftritt beim legendären Monsters-of-Rock-Festival im August 1992, zusammen mit The Almighty, Slayer, W.A.S.P., Thunder und den Headlinern Iron Maiden. Eine Tour durch Japan sowie eine weitere US-Tour als Headliner durch Amerika mit Pantera als Supportband beendeten eine 20-monatige Welttournee. 1992 erschien die Cover-EP B-Sides Ourselves, anschließend machte sich die Band an die Arbeit zum Nachfolger Subhuman Race.
Inzwischen hatte sich der Publikumsgeschmack durch das Aufkommen des Grunge gewandelt, wodurch Gruppen wie Bon Jovi, Mötley Crüe und Skid Row unter Zugzwang gerieten. Die Band versuchte sich anzupassen, ging einen Schritt weiter und veröffentlichte ein hartes, rohes Album. Subhuman Race konnte jedoch trotz positiver Kritiken nicht an den Erfolg der beiden Vorgänger anknüpfen. Dennoch war das Album in mehreren Ländern in den Charts vertreten. Die Band war intern jedoch bereits bei den Aufnahmen zu Subhuman Race zerstritten, da es zu Konflikten zwischen Bach und den übrigen Musikern gekommen war. Der Bruch kam schließlich 1996, und Skid Row trennten sich kurz nach der Veröffentlichung ihres Greatest Hits-Albums 40 Seasons.
Bach gründete eine Soloband, während die verbliebenen Musiker mit dem Sänger Sean McCabe ein neues Projekt namens Ozone Monday ins Leben riefen, mit denen sie jedoch keine Skid-Row-Songs spielten.
Nach Beendigung dieses Projektes wollten Bolan und Sabo wieder mit Skid Row weitermachen, allerdings ohne Sänger Bach. Darauf verließ auch Schlagzeuger Rob Affuso die Band, da er Skid Row nur mit Sebastian Bach als Sänger weiterführen wollte. So kehrte Skid Row 1999 mit den Gründungsmitgliedern Rachel Bolan, Snake Sabo und Scotti Hill sowie mit Schlagzeuger Phil Varone und Sänger Johnny Solinger wieder zurück und tourte als Vorgruppe von Kiss und Ted Nugent durch die USA.

### Skid Row ab 2000

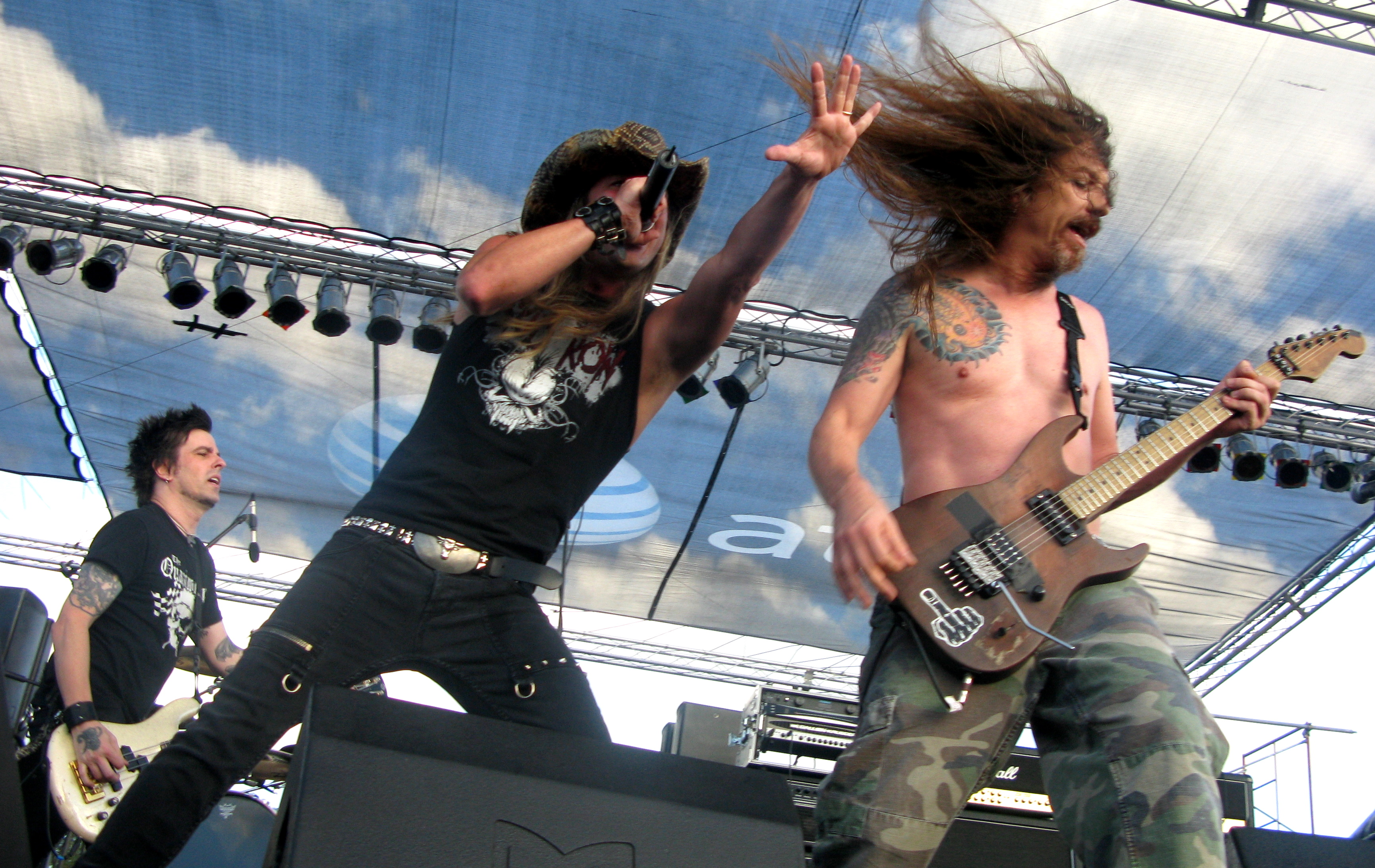
Skid Row (2008)

Das Album Thickskin – mit dem neuen Sänger Johnny Solinger und Phil Varone von Saigon Kick am Schlagzeug – erschien 2003. Das Album ist punkiger und erdiger als die Alben mit Sebastian Bach, was zum Teil auch an der rockigen und im Vergleich zu Bach wenig glamourösen Stimme Solingers liegt. Der Welthit der Band I Remember You wurde als I Remember You Two in einer Punkversion neu eingespielt. Wie bereits die ersten Alben enthält Thickskin sowohl straighte Songs mit Skid-Row-typischen, markanten Gitarrenriffs als auch Balladen. Dennoch war es wenig erfolgreich, es konnte sich in den Charts nicht platzieren, einzig in Japan erreichte es Platz 111. Eine Europatour als Vorgruppe von Def Leppard folgte ebenso wie eine US-Tour mit Poison und Vince Neil, bevor Varone durch Dave Gara ersetzt wurde. Die Band schlug mehrere millionenschwere Angebote für eine Reunion mit Sebastian Bach aus. Im Mai 2005 spielte die Band zusammen mit Quiet Riot auf amerikanischen Militärstützpunkten in Südkorea. Das Jahr 2006 verbrachte die Band mit dem Einspielen eines neuen Albums sowie mit Konzerten auf dem amerikanischen Kontinent.
Revolutions per Minute ist der Titel des zweiten Albums mit Solinger als Sänger. Die Platte erschien im Oktober 2006 bei SPV. Das Album ist noch punkiger als Thickskin. Als erstes Album der Band enthält es keine Ballade, dafür einige reine Punk-Songs. Das Album war, ebenso wie das Vorgängeralbum, wenig erfolgreich; es erreichte in keinem Land die Top-200-Charts, am nächsten kam Revolution per Minute den Top 200 in Japan, wo es Platz 226 erreichte. Im November war die Band zusammen mit King’s X und Nashville Pussy in Kanada auf Tour. 2011 trennte sich die Band von dem Schlagzeuger Dave Gara, der durch Rob Hammersmith ersetzt wurde.
Obwohl Skid Row seit der Trennung von Sebastian Bach 1999 nur zwei mäßig erfolgreiche Alben veröffentlicht hat, ist sie eine gefragte Live-Band geblieben. So spielt sie nach wie vor auf zahlreichen Tourneen sowie auf Festivals. 2011 nahm Skid Row an der KissCruise teil, einer fünftägigen Kreuzfahrt, wo sie u. a. neben Kiss auftraten. Im Februar 2012 verkündete die Band, dass sie an neuem Material für ein neues Album arbeite.
Im Juli 2012 veröffentlichte Sebastian Bach auf seiner Facebook-Seite einen offenen Brief, in dem er die übrigen Skid-Row-Mitglieder dazu aufrief, sich an den Wünschen der Fans zu orientieren. Er sei bereit, wieder gemeinsam mit seiner alten Band aufzutreten. Er selbst wolle es nicht, aber für die Fans würde er es tun. Es gehe „nicht immer darum, was man selber“ wolle. Er wisse, „dass vier der fünf ehemaligen Mitglieder (gemeint sind Dave Sabo, Scotti Hill, Rob Affuso und Bach) dazu bereit“ seien. Der Brief wurde noch am Tag der Veröffentlichung wieder entfernt, war aber schon von verschiedenen Redaktionen (u. a. Rolling Stone Magazine) aufgegriffen und verbreitet worden. 2014 spielte die Band auf dem Wacken Open Air.

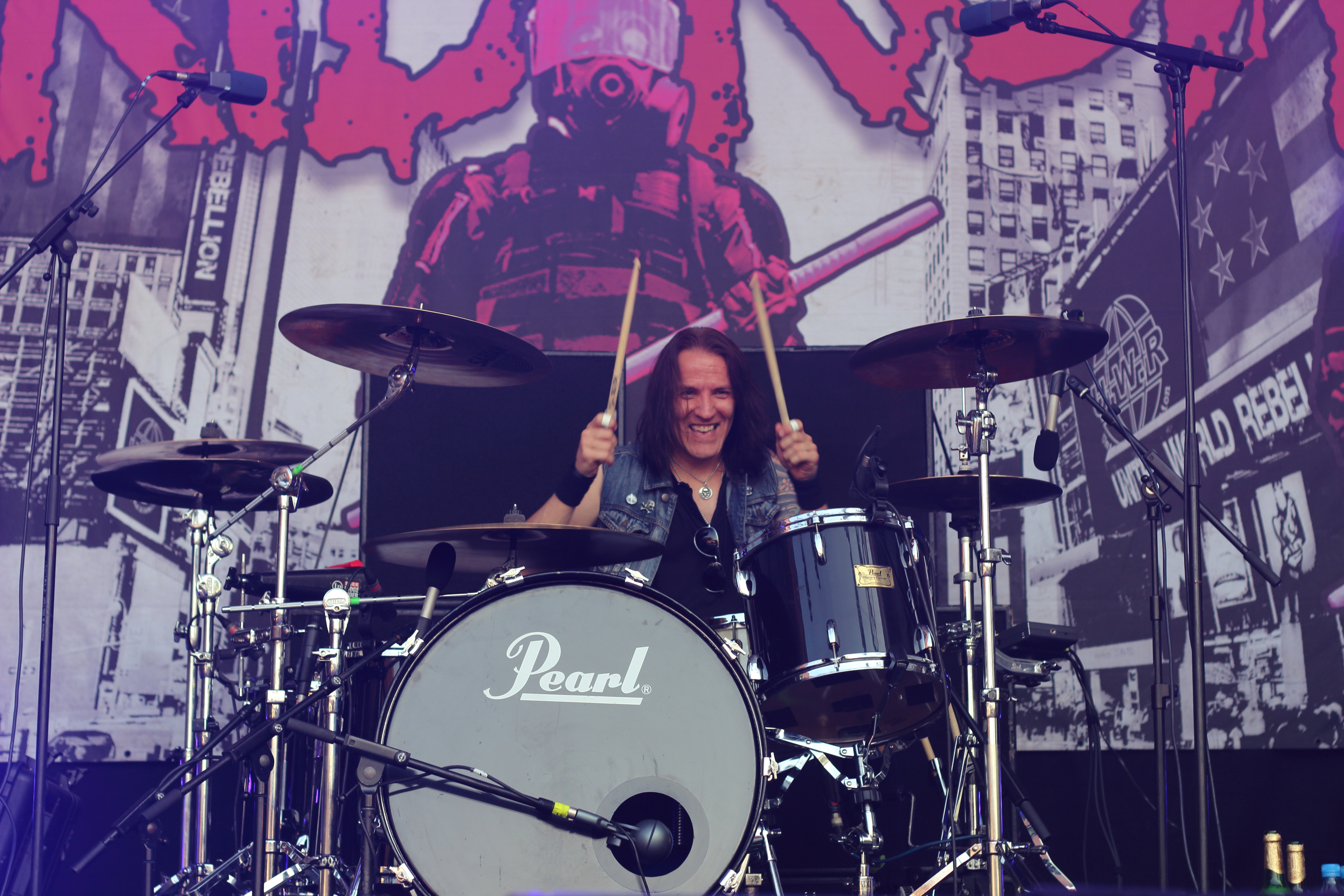
Rob Hammersmith am PictureOn 2014

Im April 2015 gab Johnny Solinger seinen Abschied aus der Band bekannt, um seine Solokarriere voranzubringen. Für ihn wurde Tony Harnell (Ex-TNT) verpflichtet. In einem Interview etwas später behaupteten Dave „Snake“ Sabo und Rachel Bolan jedoch, Solinger gefeuert zu haben.
Am 29. Dezember 2015 wurde bekannt, dass die Band und Tony Harnell, nach nur einem Jahr, getrennte Wege gehen. Harnell fühlte sich von der Band ignoriert und nicht respektiert. Die Band jedoch gab an, Harnell noch am 17. Dezember im Krankenhaus angerufen zu haben, um ihm bei gesundheitlichen Problemen zu helfen. Die Band gab bekannt, weiterzumachen und einen neuen Sänger zu suchen. Reunion-Gerüchte mit Sebastian Bach wurden jedoch dementiert. Am 14. Januar 2017 gaben Skid Row während eines Gigs im Casino in Nova Scotia (Halifax, Canada) bekannt, dass ab sofort der Sänger ZP Theart (der schon seit einem Jahr während der Tour als Sänger fungierte) offiziell der neue Sänger der Band ist. ZP Theart sang früher bei den Bands DragonForce, Tank und I am I. Der ehemalige Sänger Johnny Solinger starb am 26. Juni 2021 im Alter von 55 Jahren an Leberversagen, nachdem er die letzten zwei Monate seines Lebens in einer Klinik verbracht hatte. Im März 2022 gab die Band bekannt, dass sie sich nun auch von ZP Theart getrennt hat. Nachfolger wurde der Schwede Erik Grönwall, der vorher bei den Hardrockern H.E.A.T. sang.
Im Mai 2023 versuchte Skid Row, eine Australien-Tournee zu starten, die jedoch mit Problemen behaftet war – die Show am 17. Mai in Brisbane wurde abrupt abgesagt, wenige Minuten, bevor die Türen geöffnet werden sollten, und Grönwall erkrankte an grippeähnlichen Symptomen. Die Band konnte ihren Tourtermin in Sydney am 19. beenden, doch Grönwalls Symptome verschlimmerten sich und schließlich wurde die gesamte Tour verschoben. Am 27. März 2024, nach Abschluss der verschobenen Shows in Sault Ste. Marie, Michigan, gab die Band bekannt, dass sie sich aus gesundheitlichen Gründen von Grönwall getrennt hätten und dass bei mehreren ihrer kommenden Shows Lzzy Hale als Sängerin auftreten würde. Bei Grönwall war bereits 2021 Leukämie diagnostiziert worden, er verließ die Band bis auf Weiteres. Hale sang für einige Shows mit Skid Row in den Vereinigten Staaten, gab jedoch an, dass sie der Band nicht Vollzeit beitreten würde.

## Diskografie
Studioalben

| Jahr | Titel Musiklabel                    | Höchstplatzierung, Gesamtwochen, AuszeichnungChartplatzierungen (Jahr, Titel, Musiklabel, Platzierungen, Wochen, Auszeichnungen, Anmerkungen) | Höchstplatzierung, Gesamtwochen, AuszeichnungChartplatzierungen (Jahr, Titel, Musiklabel, Platzierungen, Wochen, Auszeichnungen, Anmerkungen) | Höchstplatzierung, Gesamtwochen, AuszeichnungChartplatzierungen (Jahr, Titel, Musiklabel, Platzierungen, Wochen, Auszeichnungen, Anmerkungen) | Höchstplatzierung, Gesamtwochen, AuszeichnungChartplatzierungen (Jahr, Titel, Musiklabel, Platzierungen, Wochen, Auszeichnungen, Anmerkungen) | Höchstplatzierung, Gesamtwochen, AuszeichnungChartplatzierungen (Jahr, Titel, Musiklabel, Platzierungen, Wochen, Auszeichnungen, Anmerkungen) | Anmerkungen                                                 |
| Jahr | Titel Musiklabel                    | DE | AT | CH | UK | US | Anmerkungen                                                 |
| ---- | ----------------------------------- | --- | --- | --- | --- | --- | ----------------------------------------------------------- |
| 1989 | Skid Row Atlantic Records           | DE22 (16 Wo.)DE | — | CH26 (1 Wo.)CH | UK30 Gold · (16 Wo.)UK | US6 ×5Fünffachplatin · (78 Wo.)US | Erstveröffentlichung: 24. Januar 1989 Verkäufe: + 5.719.570 |
| 1991 | Slave to the Grind Atlantic Records | DE12 (21 Wo.)DE | AT16 (12 Wo.)AT | CH15 (9 Wo.)CH | UK5 Silber · (9 Wo.)UK | US1 ×2Doppelplatin · (46 Wo.)US | Erstveröffentlichung: 11. Juni 1991 Verkäufe: + 1.330.000   |
| 1995 | Subhuman Race Atlantic Records      | DE57 (7 Wo.)DE | — | CH49 (1 Wo.)CH | UK8 (3 Wo.)UK | US35 (9 Wo.)US | Erstveröffentlichung: 28. März 1995 Verkäufe: + 100.000     |
| 2003 | Thickskin SPV                       | — | — | — | — | — | Erstveröffentlichung: 5. August 2003                        |
| 2006 | Revolutions per Minute SPV          | — | — | — | — | — | Erstveröffentlichung: 24. Oktober 2006                      |
| 2022 | The Gang’s All Here earMusic        | DE15 (2 Wo.)DE | AT28 (1 Wo.)AT | CH5 (1 Wo.)CH | UK67 (1 Wo.)UK | — | Erstveröffentlichung: 14. Oktober 2022                      |